# Sorel-en-Vimeu

Sorel-en-Vimeu este o comună în departamentul Somme, Franța. În 1 ianuarie 2022 avea o populație de 233 de locuitori.